# Muscoli sottocostali
I muscoli sottocostali sono dei piccoli muscoli che si trovano tra le coste inferiori, in basso sulla parte interna della parete toracica. Questi muscoli hanno lo scopo di abbassare le coste e le loro fibre si estendono nel medesimo verso dei muscoli intercostali interni: in basso e indietro.